# سیدنی باکمن
سیدنی رابرت باکمن (انگلیسی: Sidney Buchman؛ زاده ۲۷ مارس ۱۹۰۲ درگذشته ۲۳ اوت ۱۹۷۵) یک فیلم‌نامه‌نویس، و تهیه‌کننده اهل ایالات متحده آمریکا بود.

## جوایز
- نامزد جایزه اسکار بهترین فیلم‌نامه غیراقتباسی بخاطر فیلم جولسن دوباره می‌خواند
- جایزه اسکار بهترین فیلم‌نامه اقتباسی ()

## فیلم‌شناسی
- تندر درون (۱۹۳۲)
- تئودورا وحشی می‌شود (۱۹۳۶)
- عید (۱۹۳۸)
- صحرا (۱۹۴۳)
- عید (۱۹۳۸)
- آقای اسمیت به واشنگتن می‌رود (۱۹۳۹)
- آقای جردن وارد می‌شود (۱۹۴۱)
- داستان جولسون (۱۹۴۶)
- جولسن دوباره می‌خواند (۱۹۴۹)
- نشان (۱۹۶۱)